# Ozero Suja
Ozero Suja (ryska: Озеро Суя) är en sjö i Belarus.   Den ligger i voblasten Vitsebsks voblast, i den norra delen av landet, 180 km nordost om huvudstaden Minsk. Ozero Suja ligger 119 meter över havet. Arean är 1,4 kvadratkilometer. Den sträcker sig 1,7 kilometer i nord-sydlig riktning, och 2,8 kilometer i öst-västlig riktning.
Omgivningarna runt Ozero Suja är en mosaik av jordbruksmark och naturlig växtlighet. Runt Ozero Suja är det glesbefolkat, med 13 invånare per kvadratkilometer.